# Rudi Bommer
Rudolf „Rudi“ Bommer (* 19. August 1957 in Aschaffenburg) ist ein deutscher Fußballtrainer und ehemaliger Fußballspieler.

## Sportliche Laufbahn

### Vereinskarriere
Bommer spielte von 1976 bis 1996 in 417 Spielen für Fortuna Düsseldorf, Bayer 05 Uerdingen und Eintracht Frankfurt in der Bundesliga. Dabei erzielte er 54 Treffer. Bommer spielte bis zum Jahr 2000, im Übergang aus der Karriere als aktiver Profifußballer, weiter als Spielertrainer.

### Auswahleinsätze
In der deutschen A-Nationalmannschaft kam der Mittelfeldspieler 1984 auf sechs Einsätze und stand bei der EM in Frankreich im Kader (ein Einsatz).
Höhepunkt seiner Laufbahn als Spieler im DFB-Auswahldress war seine Teilnahme an den Olympischen Spielen 1988, bei der er mit der Olympiamannschaft beim Fußballturnier den 3. Platz erkämpfte und somit die Bronzemedaille gewann. Dafür wurden er und die deutsche Olympiaauswahl mit dem Silbernen Lorbeerblatt ausgezeichnet.

## Trainerlaufbahn
Am 26. Oktober 2000 wurde Bommer Trainer des damaligen Regionalligisten Wacker Burghausen. Er führte die Mannschaft 2002 zum Aufstieg in die 2. Bundesliga und konnte dort zweimal den Klassenerhalt feiern. 2004 wechselte er zum Bundesliga-Absteiger TSV 1860 München, bei dem er am 15. Dezember 2004 wieder entlassen wurde. Am 31. August 2005 wurde Bommer Trainer des Zweitligisten 1. FC Saarbrücken und führte die Mannschaft zwischenzeitlich aus der Abstiegszone. Am 3. Mai 2006, nach einem 0:4 gegen Kickers Offenbach, wurde er als Cheftrainer beurlaubt. Eine Rolle bei der Entlassung spielten auch Gerüchte über einen möglichen Wechsel zum MSV Duisburg.
Ab dem 1. Juli 2006 war er Trainer des damaligen Bundesliga-Absteigers MSV Duisburg. In der Saison 2006/07 erreichte er den dritten Tabellenplatz und führte die Mannschaft zurück in die Bundesliga. In der nächsten Saison stieg der MSV wieder ab. Nach schwachem Saisonstart in der 2. Bundesliga wurde Bommer am 9. November 2008 entlassen. Nach einiger Zeit ohne Engagement wurde er zur Saison 2011/12 erneut als Trainer von Wacker Burghausen vorgestellt. Er löste seinen Vertrag zum Jahresende 2011 wieder auf und unterschrieb beim FC Energie Cottbus einen bis zum 30. Juni 2013 gültigen Vertrag, der bis zum Saisonende 2014 verlängert wurde. Nach vier sieglosen Spielen wurde er am 5. November 2013 entlassen.
Am 19. Oktober 2015 kehrte Bommer als Nachfolger von Slobodan Komljenović kurzfristig auf die Trainerbank des bayerischen Regionalligisten Viktoria Aschaffenburg zurück. Vom 1. Januar 2016 bis zum 1. April 2019 war er Cheftrainer des Hessenligisten SC Hessen Dreieich und stieg mit dem Verein 2018 in die Fußball-Regionalliga Südwest auf.
Seit März 2024 betreut Bommer zusammen mit seinem Sohn Björn die U11 von Viktoria Aschaffenburg. In dieser Mannschaft spielt auch sein Enkel mit.

## Erfolge als Spieler
- Finale im DFB-Pokal 1977/78 mit Fortuna Düsseldorf
- Sieg im DFB-Pokal 1978/79 mit Fortuna Düsseldorf
- Finale im Europapokal der Pokalsieger 1979 mit Fortuna Düsseldorf
- Sieg im DFB-Pokal 1979/80 mit Fortuna Düsseldorf
- Dritter Platz in der Bundesliga 1986 mit Bayer 05 Uerdingen
- Bronzemedaille bei den Olympischen Spielen 1988
- Dritter Platz in der Bundesliga 1993 mit Eintracht Frankfurt

## Erfolge als Trainer
- 1994/95 Aufstieg in die Regionalliga mit Eintracht Frankfurt Amateure
- 2001/02 Aufstieg in die 2. Bundesliga mit Wacker Burghausen
- 2006/07 Aufstieg in die Bundesliga mit dem MSV Duisburg
- 2017/18 Aufstieg in die Regionalliga mit dem SC Hessen Dreieich